# Pseudaleucis
Pseudaleucis là một chi bướm đêm thuộc họ Geometridae.